# Liste der rumänischen Meister im Naturbahnrodeln
Die Liste der rumänischen Meister im Naturbahnrodeln listet alle Sportler und Sportlerinnen auf, die einen Meistertitel in den seit 2010 ausgetragenen rumänischen Meisterschaften im Naturbahnrodeln gewannen.

## Senioren
| Jahr | Einsitzer Herren | Einsitzer Damen     | Doppelsitzer                  | Mannschaft                                                       |
| ---- | ---------------- | ------------------- | ----------------------------- | ---------------------------------------------------------------- |
| 2010 | Marian Negotei   | Maria Manuela Danci | nicht ausgetragen             | CSO SinaiaCosmin Codin Maria Manuela Danci                       |
| 2011 | Adrian Filimon   | Maria Manuela Danci | Bogdan Moroșan – Marius Bălan | CSO SinaiaMaria Manuela Danci Cosmin Codin – Maria Manuela Danci |
| 2012 | Bogdan Moroșan   | Anișoara Hutopilă   | Bogdan Moroșan – Marius Bălan | CSI Vatra Dornei                                                 |

## Junioren
| Jahr | Einsitzer Herren | Einsitzer Damen   | Doppelsitzer                     | Mannschaft                                                       |
| ---- | ---------------- | ----------------- | -------------------------------- | ---------------------------------------------------------------- |
| 2010 | Alexandru Vîlcan | Adina Vodă        | nicht ausgetragen                | CSS Toplița/CSTAAlexandru Vîlcan Adina Vodă                      |
| 2011 | Bogdan Moroșan   | Irina Moroșan     | Adrian Filimon – Ștefania Coubis | CSO SinaiaMaria Manuela Danci Cosmin Codin – Maria Manuela Danci |
| 2012 | Cosmin Codin     | Anișoara Hutopilă | nicht ausgetragen                | nicht ausgetragen                                                |